# Zaeera ocellata
Zaeera ocellata là một loài bọ cánh cứng trong họ Cerambycidae.